# فرودگاه پائوا
 فرودگاه پائوا (به انگلیسی: Paoua Airport) یک فرودگاه همگانی است که یک باند فرود خاک رس دارد و طول باند آن ۱۳۷۲ متر است. این فرودگاه در کشور جمهوری آفریقای مرکزی قرار دارد و در ارتفاع ۶۲۱ متری از سطح دریا واقع شده است.